# Цицианов, Егор Павлович
Князь Егор Павлович Цицианов — российский писатель и переводчик; брат Дмитрия Павловича Цицианова.

## Биография
Точное время рождения его неизвестно. Происходил из древнего рода князей Цицишвили, бывших владетелями Карталинии. Отец его — князь Паата (Павел Захарьевич) Цицианов в 1725 году выехал из Грузии в Россию в свите карталинского и кахетинского царя Вахтанга VI, принял русское подданство и был капитаном Грузинского гусарского полка.
Е. П. Цицианов служил он в Преображенском лейб-гвардии полку и был в 1765 году бомбардиром, в 1767 году — бомбардир-капралом. В 1772 году Цицианов был произведен из полковых сержантов в прапорщики, а в 1778 году из капитан-поручиков — в подполковники с переводом в армию.
Вместе со своим племянником, князем Павлом Дмитриевичем Цициановым, он перевел следующие книги: 1) «Экономия жизни человеческой, или Сокращение индейского нравоучения, сочиненное некоторым древним брамином и обнародованное чрез одного славного бонза пекинского на китайском языке, с которого, во-первых на английской, а потом на французский, ныне же на Российский язык переведено лейб-гвардии Преображенского полка бомбардирами князьями: Егором и Павлом Цициановыми»; М., 1765 г.; 2-е издание, М., 1769 г.; 3-е издание, М., 1781 г.; 4-е издание, М., 1791 г.; 2) «Полевой инженер или офицер, по случаю нужды строящий полевое укрепление. С французского языка переведен с надлежащими изъяснении и дополнении от князей Егора и Павла Цициановых, лейб-гвардии Преображенского полка от бомбардир-капралов», М., 1767 год.
Кроме этих двух книг, известны следующие его переводы и сочинения: «В день рождения Филлиды 2 ноября 1791 г.», стих., помещенное в «Чтении для вкуса, разума и чувствований» на 1793 г., М., ч. IX, с. 267; «Сирота», стихотворение, помещенное там же, с. 294; «Анекдоты», перевод, помещенный в том же журнале на 1793 г., ч. XI, с. 33; «Смерть горлицы», басня, перевод с французского, там же, с. 286.